# خرفرس‌کوپ
خرفرس‌کوپ (به هلندی: Gerverscop) یک منطقهٔ مسکونی در هلند است که در ووردن واقع شده‌است. خرفرس‌کوپ ۱۵۰ نفر جمعیت دارد.